# Bernried (Basse-Bavière)
Pour les articles homonymes, voir Bernried.
Bernried est une commune de Bavière (Allemagne), située dans l'arrondissement de Deggendorf, dans le district de Basse-Bavière.